# Островиця (Хрпелє-Козіна)
Островиця (словен. Ostrovica) — поселення в общині Хрпелє-Козіна, Регіон Обално-крашка, Словенія. Висота над рівнем моря: 705,9 м.